# Martin Reynolds
Martin Edward Reynolds (ur. 22 lutego 1949) – brytyjski lekkoatleta (sprinter), wicemistrz olimpijski z 1972.
Zwyciężył w biegu na 200 metrów na uniwersjadzie w 1970 w Turynie. Startując w reprezentacji Anglii zdobył brązowy medal w sztafecie 4 × 100 metrów na igrzyskach Brytyjskiej Wspólnoty Narodów w 1970 w Edynburgu (sztafeta angielska biegła w składzie: Brian Green, Dave Dear, Ian Green i Reynolds na ostatniej zmianie). Na tych igrzyskach Reynolds zajął również 4. miejsce w biegu na 200 metrów.
Na mistrzostwach Europy w 1971 w Helsinkach zajął 4. miejsce w sztafecie 4 × 100 metrów (w składzie: Brian Green, Reynolds, Don Halliday i Leslie Piggott), a w biegu na 200 metrów odpadł w eliminacjach.
W 1972 zaczął specjalizować się w biegu na 400 metrów. Zdobył srebrny medal w sztafecie 4 × 400 metrów na igrzyskach olimpijskich w 1972 w Monachium (sztafeta brytyjska biegła w składzie: Reynolds, Alan Pascoe, David Hemery i David Jenkins). Na tych samych igrzyskach odpadł w półfinale biegu na 400 metrów.
Reynolds był mistrzem Wielkiej Brytanii (AAA) w biegu na 200 metrów w 1970, wicemistrzem w 1971 i brązowym medalistą w 1972. Był rekordzistą Wielkiej Brytanii w sztafecie 4 × 400 metrów z wynikiem 3:00,46 osiągniętym 10 września 1972 w Monachium). Był to wyrównany rekord Europy przy obowiązującym wówczas pomiarze ręcznym (3:00,5).